# 독 라반
존 레오나드 "독" 라반(John Leonard "Doc" Lavan, 1890년 10월 28일 ~ 1952년 5월 29일)은 미국의 전 프로 야구 선수, 감독이다. 1910년대와 1920년대에 메이저 리그 베이스볼(MLB)에서 유격수로 활약했으며, 우투우타였다. 12시즌 동안 세인트루이스 브라운스, 필라델피아 애슬레틱스, 워싱턴 세너터스, 세인트루이스 카디널스에서 뛰었다. 통산 1163경기에 출전해 954안타, 7홈런, 338득점, 377타점, 71도루를 기록했다.